# Monty Southall
Montford George „Monty” Southall (ur. 17 lipca 1907 w Wandsworth, zm. 2 maja 1993 w Waveney) – brytyjski kolarz torowy, brązowy medalista olimpijski.

## Kariera
Największy sukces w karierze Monty Southall osiągnął w 1928 roku, kiedy wspólnie z braćmi Wyldami: Harrym, Percym i Lew zajął trzecie miejsce w drużynowym wyścigu na dochodzenie podczas igrzysk olimpijskich w Amsterdamie. Był to jedyny medal wywalczony przez Southalla na międzynarodowej imprezie tej rangi, a także jego jedyny start olimpijski. Nigdy nie zdobył medalu na torowych mistrzostwach świata.
Jego starszy brat Frank również był kolarzem, trzykrotnym medalistą olimpijskim. 